# Charles Correia (escultor)
Charles Correia (1930-1988) é um escultor francês de origem portuguesa, nascido em Setúbal e cuja morte ocorreu acidentalmente na Moita.

## Obras
Estátuas:
- A Dança (bronze, 1981), em Nantes, na Rue Scribe (por detrás do Teatro Graslin)
- Charles de Gaulle e André Malraux (bronze, 1982), em Asnières-sur-Seine, Rue de la Station
- A Génese (mulher em bronze), diante da Câmara municipal de Épinay-sur-Seine
- As Forças vivas (cavalos em bronze, 1983), fonte do mesmo nome em Épinay-sur-Seine
- Homenagem a Jean de La Fontaine (bronze, 1983), em Paris, no Jardim du Ranelagh
- Os Marechais Philippe Leclerc de Hauteclocque, Alphonse Juin e Jean de Lattre de Tassigny (bronzes, 1982); mais tarde: Pierre Kœnig (bronze, 1984), Verdun, em Beauvais
- La Fayette (1987), em Lafayette no Luisiana, 705 W. University Avenue[1]
- Ninfa do Bocage (bronze, 1988), em Setúbal, na intersecção da Avenida Luísa Todi e a Praça du Bocage
- Crucifixo, igreja Notre-Dame du Travail, Rue Guilleminot n.º 36, Paris

Estatuetas:
- Cavalo a furta-passo, Mulher nua (bronzes), museu Despiau-Wlérick, em Mont-de-Marsan
- O Bailarino, O atleta, Mulher de joelhos, Jovem mulher "ajoelhada" (bronzes)
- La Cité (escultura em polyester)

## Outros artigos
- Escultura
- Bronze (escultura)